# Interpretació telefònica
La interpretació telefònica és un servei que connecta intèrprets humans amb altres que desitgen mantenir una comunicació però que no comparteixen cap llengua en comú per poder fer-ho. Aquesta interpretació es duu a terme a través del telèfon. L'intèrpret telefònic converteix el missatge d'una llengua a una altra, fent possible la comunicació entre els parlants i els oients. La interpretació telefònica és sovint una interpretació consecutiva, és a dir, l'intèrpret espera que el parlant acabi de parlar i és llavors quan comença a traduir el missatge en l'altra llengua.
La interpretació telefònica és una modalitat per proporcionar serveis d'interpretació. D'altres formes de proporcionar serveis d'interpretació inclouen la interpretació presencial i la interpretació en línia a través de videoconferència per persones sordes o per persones amb dificultats auditives.

## Cronologia
- 1973: Austràlia inicia la interpretació telefònica com un servei gratuït per satisfer les necessitats de les creixents comunitats d'immigrants.[1]
- 1981: El primer servei d'interpretació telefònica (OPI, per les seves sigles en anglès) s'ofereix als Estats Units.[2]
- 1981–1990: La interpretació telefònica passa a formar part de la majoria d'indústries dels Estats Units com les de serveis financers, telecomunicacions, sanitat i seguretat pública.
- 1991–2000: La demanda d'interpretació telefònica creix de manera considerable; els factors que hi influeixen són els baixos preus de les trucades de llarga distància, l'accés a números gratuïts i els moviments migratoris.
- 1995: L'empresa de serveis lingüístics Kevmark, que després es dirà CyraCom, patenta diversos dissenys de telèfon adaptats per a la interpretació telefònica.
- 1999: L'empresa AT&T ven l'empresa de serveis lingüístics Language Line Services.
- Des de 2000: La interpretació telefònica se sofistica; amb interpretacions de qualitat i major velocitat de connexió. El servei d'atenció al client esdevé quelcom d'important per als consumidors.
- 2005: El mercat de la interpretació telefònica als EUA factura aproximadament 200 milions de dòlars.
- 2013: Language Lines Services compra Pacific Interpreters.

## Proveïdors
Trobem diversos tipus d'organitzacions que ofereixen serveis d'interpretació telefònica. Hi trobem des d'empreses amb ànim de lucre, organitzacions governamentals, organitzacions sense ànim de lucre i divisions internes d'organitzacions. Per exemple, el govern d'Austràlia té un servei d'interpretació telefònica i també el de Sud Àfrica o el de Nova Zelanda.

## Equipament
El usuaris solen accedir als serveis d'interpretació telefònica amb un telèfon o amb un ordinador amb veu per IP. No obstant, si ambdues parts que desitgen comunicar-se es troben en el mateix lloc, es fa servir un telèfon amb dos auriculars, fet que evita que les dues parts s'hagin d'estar passant el telèfon contínuament. Algunes vegades també es fan servir altaveus, tot i que aquests podrien provocar problemes de confidencialitat i problemes per l'intèrpret pels sorolls externs que sentiria i que li podrien fer perdre alguna part del missatge.

## Accés
La interpretació telefònica normalment es classifica en dues categories principals:
- Automatitzada: s'empra una aplicació de Resposta de Veu Interactiva per convertir dades d'un sistema de marcació per tons, també anomenat sistema multifreqüencial, ja siguin parlades o marcades, en una sol·licitud de connexió amb un intèrpret en un llenguatge específic (identificat per un Codi d'idioma únic). Companyies com CyraCom van desenvolupar aquesta tecnologia de reconeixement de veu per estalviar temps als clients que puguin tenir la necessitat d'establir ràpidament connexions amb un servei d'interpretació. Prèviament, els clients han de buscar el codi de tres dígits d'una llengua per poder accedir a un intèrpret.[3]
- Dirigida per un operador: utilitzen personal d'atenció al client per respondre la trucada, reunir la informació del client i facilitar la connexió amb l'intèrpret. Un servei d'aquest tipus pot ser preferit per organitzacions com serveis d'emergències, en les quals el client desconeix els codis d'idioma.

Addicionalment, algunes de les companyies que tenen aquest potencial ofereixen un híbrid de les dues característiques, en què un client pot, per exemple:
- Contactar amb el servei
- Introduir el seu propi «codi de compte» en una Resposta de Veu Interactiva utilitzant el teclat del telèfon
- Estar connectat amb un agent d'un centre d'atenció telefònica que ja sabrà qui truca i que facilitarà altra informació necessària o rellevant per la trucada, incloent-hi la llengua que fa menester.

## Usos
La interpretació telefònica es fa servir àmpliament en un gran nombre d'escenaris, el governamental, el financer, centres de trucades d'emergències (e.g. 112). La interpretació telefònica és especialment útil per escenaris en els quals les dues parts es comuniquen telefònicament, com per exemple converses entre clients i centres de trucades, trucades entre ciutadans i centres de trucades d'emergències, etc. La interpretació telefònica també es pot utilitzar per recollir sol·licituds a través del telèfon i ajudar els clients amb assumptes dels comptes.
La interpretació telefònica a través de la Interpretació remota per vídeo també és útil quan una de les parts és sorda, té dificultats d'audició o té problemes amb la parla. En aquests casos la interpretació es realitza en el llenguatge de signes pertinent a la llengua principal.

## Mercat
La interpretació telefònica es fa servir en una gran varietat d'escenaris, com la sanitat, l'administració pública, el món financer, centres d'emergències, i molts d'altres. La interpretació telefònica és especialment útil en circumstàncies en què ambdues parts s'haurien de comunicar per telèfon de totes formes, com serien les interaccions de centres telefònics amb els consumidors, trucades entre centres d'emergències i els afectats, etc.
El 2007, el mercat global de la interpretació telefònica es calculava en uns 700 milions de dòlars, dels quals s'estimava que uns 500 milions es generaven als EUA. L'observatori Common Sense Advisory calculava que l'any 2012 el mercat rondaria els 1,2 bilions de dòlars, cosa que representa un increment d'un 70% des de 2007. Aquest mercat mundial inclou grans empreses dels EUA, els Països Baixos, Suècia, França, el Regne Unit, Canadà, la India, la Xina, Noruega, Espanya i Hong Kong.